# Йежи Кондрацки
Йѐжи Александер Кондра̀цки (на полски: Jerzy Aleksander Kondracki) е полски географ, професор във Варшавския университет, автор на най-популярната физикогеографска регионализация на Полша.
Научната му дейност е насочена преди всичко към физическата география и картографията. Въвежда и развива в Полша нова комплексна методика за изследване на околната среда. Признат авторитет в областта на физикогеографската регионализация, със значителни постижения в геоморфологията, хидрологията, палеографията, картографията, както и методологията на физическата и регионалната география.
Като представител на Полша взима участие в работата на група експерти към ООН, занимаващи се със стандартизирането на географските названия. В годините 1977 – 1985 и 1987 – 1997 е ръководител на полската „Комисия за стандартизация на географските названия извън границите на Полша“.
Дългогодишен член на Полското географско дружество и на Комитета за история, наука и техника при Полската академия на науките.